# Palacio Arzobispal de La Plata
El Palacio Arzobispal o Palacio D'Amico es un edificio en la ciudad de La Plata (Argentina) que funciona como sede del Arzobispado de La Plata, en la esquina de la calle 14 y la Avenida 53, junto a la Catedral Metropolitana.
Perteneció originalmente al Dr. Carlos D'Amico, Ministro de Gobierno de Dardo Rocha y luego Gobernador provincial, quien adquirió el lote en agosto de 1882, aunque recién en septiembre de 1884 gestionó el préstamo con el que construyó su residencia en la flamante ciudad. La obra fue finalmente inaugurada en enero de 1887, cuando su propietario ya había asumido sus funciones como gobernador, a pesar de que aún no había sido concluida totalmente su construcción.
La residencia fue proyectado por el arquitecto Leopoldo Rocchi, quien se enmarcó en el estilo del Renacimiento italiano y también sería responsable de proyectar el primer Teatro Argentino (incendiado en 1977). El edificio, sede de importantes acontecimientos sociales de la época, estaba decorado con tapices de Persia, muebles de ébano, estatuas de bronce y mármol, bajorrelieves y pinturas.

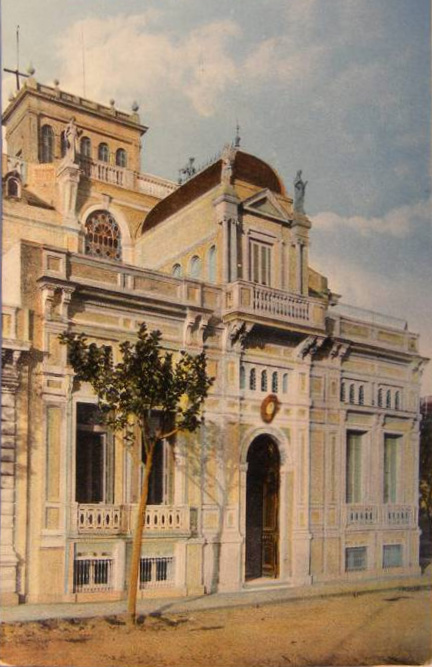
Vista de la fachada hacia 1910.

Treinta meses después de su inauguración, con la crisis de 1890 mediante, dos carteles sobre el frente del palacio daban por tierra con aquella opulencia inicial. "Se alquilan departamentos para hombres solos", decía uno sobre calle 14; mientras que sobre calle 53 se podía leer "Frontón Provincial", anunciaba que se había abierto al uso público la cancha de pelota del palacio.
En 1896, un tasador describió el ya decadente palacio:

"El piso principal, o sea el primero, lo forma una amplia entrada o zaguán y un hermoso vestíbulo abovedado, todo lujosamente decorado con pintura al óleo, un gran comedor, techo con yeso con dos grandes cuadros también al óleo así como las pinturas de las paredes que después casi en su totalidad están abiertas por galerías de portadas y aparadores anexos de nogal tallado, igual que el zócalo y el piso de mosaico de fresno y palo de rosa, puertas y ventanas de nogal con celosías de cedro, una gran sala formando martillo con grandes vidrieras con dos balcones a la calle 14, un salón de billar, una estufa en el comedor de mármol negro y nogal, un escritorio, una antesala, dos escritores, tres pasillos, una pieza pequeña, un comedor que da frente a un jardín y una especie de vivero de plantas en forma de terraza, todo cubierto por tres lados y el techo, siendo el otro costado un gran espejo biselado lo que forma una pared"
Francisco T. López, 1896

En 1907, el obispo Juan Terrero adquirió en remate público la casa en la suma de 138.00 pesos moneda nacional, para ser sede del Arzobispado. Desde entonces, cumple esa función. En 1965, el Monseñor Antonio José Plaza bendijo un Santuario dedicado a la Virgen de Schönstatt que se ubicó en los jardines del palacio. Fue tallado en roble en Alemania y regalado por los Padres de Schönstatt
Una vieja leyenda urbana que nunca fue confirmada, aseguró durante décadas que existiría un extenso túnel subterráneo, la inexistente Avenida 52 de La Plata, que conectaría todos los edificios de importancia ubicados sobre el eje principal de la ciudad, incluyendo la Catedral y el Palacio Arzobispal.